# Västlig grässmyg
Västlig grässmyg (Amytornis textilis) är en fågel i familjen blåsmygar inom ordningen tättingar.

## Utseende
Västlig grässmyg är en liten fågel med lång och rest stjärt. Fjäderdräkten är brunaktig med tunna vita streck på huvud och bröst. Undersidan är ljusare beigebrun.  

## Utbredning och systematik
Västlig grässmyg delas in i tre underarter med följande utbredning:
- Amytornis textilis textilis – förekommer i västra Australien
- Amytornis textilis myall – förekommer i sydcentrala Australien
- Amytornis textilis macrourus – förekom tidigare i sydvästra Australien, numera utdöd

Clements urskiljer endast textilis och myall. Västlig grässmyg och tjocknäbbad grässmyg (A. modestus) betraktades tidigare som samma art. 

## Levnadssätt
Västlig grässmyg hittas i tätvuxna kustnära buskmarker. Den födosöker på marken och kan ses kvickt löpa mellan buskar.

## Status och hot
Arten har ett stort utbredningsområde, men tros minska i antal, dock inte tillräckligt kraftigt för att den ska betraktas som hotad. Internationella naturvårdsunionen IUCN listar arten som livskraftig (LC).